# Czesław Bankiewicz (fotograf)
Czesław Bankiewicz (ur. w 1912 w Częstochowie, zm. w 1979 w Częstochowie) – polski artysta fotograf. Członek częstochowskiego oddziału Polskiego Towarzystwa Fotograficznego. Członek rzeczywisty Okręgu Śląskiego Związku Polskich Artystów Fotografików.

## Życiorys
Czesław Bankiewicz mieszkał i pracował w Częstochowie. W 1925 roku został uczniem Gimnazjum im. Romualda Traugutta w Częstochowie, w 1933 roku otrzymał świadectwo maturalne. Początki jego zainteresowań fotografią sięgają do lat 30. XX wieku – był wówczas organizatorem szkolnego (gimnazjalnego) kółka fotograficznego. W 1947 roku został członkiem częstochowskiego oddziału Polskiego Towarzystwa Fotograficznego. W 1955 roku objął prowadzenie laboratorium fotografii naukowej na Politechnice Częstochowskiej.
W 1956 roku został przyjęty w poczet członków rzeczywistych Okręgu Śląskiego Związku Polskich Artystów Fotografików. Czesław Bankiewicz był autorem i współautorem wielu wystaw fotograficznych; indywidualnych, zbiorowych, poplenerowych, pokonkursowych. Brał aktywny udział w Międzynarodowych Salonach Fotograficznych, organizowanych (m.in.) pod patronatem FIAP, zdobywając wiele medali, nagród, wyróżnień, dyplomów, listów gratulacyjnych. Od 1946 roku prezentował swoje fotografie w wielu krajach Europy i świata, m.in. w Anglii, Brazylii, Hongkongu, Francji i Niemczech. Szczególne miejsce w twórczości Czesława Bankiewicza zajmowała fotografia krajoznawcza i krajobrazowa.
Fotografie Czesława Bankiewicza znajdują się w zbiorach Muzeum Częstochowskiego.